# The Hood
The Hood is een personage uit de poppen-televisieserie Thunderbirds, de drie op deze serie gebaseerde films, en de remake Thunderbirds Are Go. Hij is een huurling en een vaste vijand van International Rescue.
The Hood dankt zijn naam aan het feit dat hij een meester is in vermommen. Vermoedelijk is dit dan ook niet zijn echte naam. Overigens werd hij in de televisieserie nooit “The Hood” genoemd, deze naam kreeg hij pas in de strips gebaseerd op de serie, en in de film uit 2004 wordt dezelfde naam gebruikt.
Ray Barret verzorgde de stem van The Hood in de televisieserie en de eerste film. In de live-actionfilm uit 2004 werd The Hood gespeeld door Ben Kingsley.

## Biografie
Volgens zijn politiedossier is The Hood geboren op 17 juli 1979-2018. Hij is de halfbroer van Kyrano, de butler van de familie Tracy. The Hood is echter heel anders dan Kyrano. Hij geeft alleen maar om macht en geld, en gaat over lijken om dit te krijgen.
Vast doelwit van The Hood is International Rescue, daar hun machines hun tijd ver vooruit zijn en er tal van (criminele) organisaties zijn die fors willen betalen voor de geheime technologie van de Thunderbirdmachines. The Hood veroorzaakt dan ook geregeld “ongelukken” om de Thunderbirds te lokken. Daarnaast werkt The Hood geregeld als huurling die tegen betaling het vuile werk voor iemand opknapt. Zo werd hij in de aflevering Edge of Impact ingehuurd om een nieuw militair vliegtuig te saboteren.
The Hood opereert vanuit een tempel ergens in de jungle van Maleisië.
The Hood is een meester in vermommen. Via maskers kan hij zich als iedereen voordoen. Zijn gevaarlijkste gave is echter zijn hypnotiserende blik. Als enige in de serie heeft hij oplichtende ogen. Hij kan iemand binnen enkele tellen flauw doen vallen door enkel in de ogen van die persoon te kijken. Vermoed wordt dat deze krachten het gevolg zijn van voodoo en zwarte magie.  Hij kan via een voodooritueel ook de macht krijgen over zijn halfbroer Kyrano, zelfs al zijn ze honderden kilometers van elkaar gescheiden. Kyrano kan dan niet anders dan hem gehoorzamen, en valt daarna flauw. 
The Hood leek om te komen in de film Thunderbirds Are Go toen het gevechtsvliegtuig waar hij in zat werd neergeschoten door de FAB 1 van Lady Penelope en Parker. In de film Thunderbird 6 dook echter een vijand genaamd “Black Phantom” op, die sterk leek op The Hood (hij had alleen haar terwijl Hood kaal is).

## 2004 film
In de Thunderbirdsfilm uit 2004 was The Hood de hoofdschurk. Deze versie van The Hood verschilde echter van The Hood uit de televisieserie. Zo was de filmversie van Hood geen huurling, maar zelf een crimineel meesterbrein dat ook anderen inhuurde om voor hem te werken. Hij was tevens op de hoogte van de identiteiten van de leden van International Rescue. Ten slotte zat hij niet puur achter International Rescue aan voor het geld, maar vanwege een persoonlijke vete tegen hen (bij een mijnramp waren de Thunderbirds niet in staat geweest The Hood te redden, en hij overleefde enkel dankzij zijn krachten). Bovendien is een bankroof zijn eigenlijke doel.
Net als in de serie beschikt The Hood in de film over bovennatuurlijke krachten. Deze zijn zelfs sterker dan in de televisieserie. Zo beschikt hij in de film over telekinese en kan dus voorwerpen verplaatsen met enkel zijn gedachten. Overmatig gebruik van deze kracht verzwakt hem echter.

## Thunderbirds Are Go
In de nieuwe serie Thunderbirds Are Go is The Hood wederom de primaire antagonist. Reeds voor de gebeurtenissen van de serie was hij verantwoordelijk voor de verdwijning van Jeff Tracy, aangezien Jeff onderzoek naar The Hood deed. In deze serie is The Hood een oom van Kayo, wat in de eerste serie steeds meer duidelijker werd. Verder heeft hij geen magische krachten meer, maar wel meer macht door middel van geavanceerde technologische snufjes. Hiermee kan hij ook zijn gezicht veranderen in die van anderen, of geheel het lichaam van iemand nabootsen. Er totaal anders uit zien dus. 

## Voetnoot
1. ↑  Deze datum is afkomstig uit de karakterprofielen op de Nederlandse Thunderbirds dvd-reeks